# Achille Errani
Achille Errani (Faenza, 20 agosto 1823 – New York, 6 gennaio 1897) è stato un tenore italiano naturalizzato statunitense.

## Biografia
Allievo di Vaccai al Conservatorio di Milano, dove fu ammesso nel 1840, debuttò cinque anni dopo al Teatro Municipale di Reggio Emilia nel ruolo di Lorenzo ne La Cantante di Gualtiero Sanelli. Nel 1859 lasciò l'Europa per l'Avana, scritturato dall'impresario Max Maretzek. Giunse a New York l'anno successivo esordendo al Winter Garden, e nel 1861 è stato Alfredo nell'opera La traviata accanto alla Patti. Nel 1863 cantò in Messico e, dopo la fine dalla guerra di secessione americana contò nei teatri degli ex stati confederati del Sud. Si stabilì infine a New York dove fu insegnante di canto. Fra i suoi più famosi allievi: Minnie Haulk ed Emma Abbott.